# هيو أودونيل
هيو أودونيل (بالإنجليزية: Hugh O'Donnell)‏ (15 فبراير 1913 في المملكة المتحدة - 9 مايو 1965) هو لاعب كرة قدم بريطاني (وحمل سابقاً جنسية المملكة المتحدة لبريطانيا العظمى وأيرلندا) في مركز الوسط. لعب مع بريستون نورث إيند ونادي بلاكبول ونادي روتشديل ونادي سلتيك ونادي هاليفاكس تاون.

## وصلات خارجية
- هيو أودونيل على موقع قاعدة بيانات كرة القدم.إي يو (الإنجليزية)